# Suwanee
Suwanee es una ciudad ubicada en el condado de Gwinnett en el estado estadounidense de Georgia. En el año 2000 tenía una población de 8.725 habitantes.

## Geografía
Suwanee se encuentra ubicada en las coordenadas 34°3′5″N 84°4′22″O / 34.05139, -84.07278 (34.051447, -84.072893).
Según la Oficina del Censo, la localidad tiene un área total de 25,6 km² (9,9 mi²), de la cual 25,4 km² (9,8 mi²) es tierra y 0,2 km² (0 mi²) (0.80%) es agua.

## Demografía
Según la Oficina del Censo en 2000 los ingresos medios por hogar en la localidad eran de $84,038, y los ingresos medios por familia eran $91,519. Los hombres tenían unos ingresos medios de $60,147 frente a los $40,650 para las mujeres. La renta per cápita para la localidad era de $29,712. 